# Christoph Rueger
Christoph Rueger (* 3. Oktober 1942 in Rabenau b. Dresden; † 27. März 2020) war ein deutscher Buch- und Rundfunkautor und Musikwissenschaftler.

## Leben und Wirken
Der in Rabenau bei Dresden geborene Pfarrerssohn kam im Alter von zehn Jahren als Sänger zum Leipziger Thomanerchor. In dem Jahrzehnt seiner Chorzugehörigkeit prägten ihn die Thomaskantoren Günther Ramin und Kurt Thomas. 1962 begann er an der Universität Leipzig ein Studium der Musikwissenschaft und Sinologie. Seine wissenschaftliche Arbeit konzentrierte sich anfangs auf Personen der russischen Musikgeschichte, wie etwa Nikolai Andrejewitsch Rimski-Korsakow und Alexander Nikolajewitsch Skrjabin.
Gleichzeitig studierte er Klavier und Orgel an der Hochschule für Musik und Theater „Felix Mendelssohn Bartholdy“ Leipzig und schloss als Konzertpianist ab. Ab 1970 arbeitete er als Dozent für Musikgeschichte an der Staatlichen Ballettschule Leipzig. Parallel dazu übernahm er die musikalische Leitung von Studiobühnen und des politischen Kabaretts „academixer“, das 1966 als Studentenkabarett der Universität Leipzig gegründet worden war.
Mit seiner Dissertation „Ethische Konstanz und stilistische Kontinuität im Schaffen Aleksandr Nicolaevič Skrjabins unter besonderer Berücksichtigung seiner Klavierkompositionen“ promovierte er 1971 an der Universität Leipzig bei Walther Siegmund-Schultze. Im selben Jahr wurde er dort Dozent für Musikgeschichte.
In den Folgejahren verfasste Rueger Bücher, darunter ein mit Karikaturen angereichertes Porträt über Igor Strawinsky. Bei seinen Bio- und Monografien zu Komponisten arbeitet Rueger stets den Menschen im Künstler heraus.
1981 erfolgte seine Ausbürgerung aus der DDR nach Westberlin. Er bekam eine Stelle als Lehrbeauftragter an der Universität der Künste Berlin, damals noch unter dem Namen Hochschule der Künste. 1983 wurde er dort zum Professor für Musiktheorie und Tonsatz ernannt. Diese Professur hatte er bis zu seiner Pensionierung im Jahre 2003 inne.
1982 komponierte er die Jugendoper Farm der Tiere (frei nach Orwell), die 1983 u. a. mit Schülern des Georg-Herwegh-Gymnasiums aufgenommen und bei United Artists veröffentlicht wurde. Aus Anlass von Ruegers Tod 2020 bekundeten Ehemalige, Schüler und Lehrer den entscheidenden Einfluss dieses Werks sowie des aus Anlass des 750-jährigen Jubiläums der Stadt Berlin von Rueger komponierten Musicals Berlin-Revue auf ihr musikalisches Schulleben.
In der Musikszene galt er bald als „Chefentertainer“ und als „ein Kraftwerk in Dur und Moll“. Bis 1993 moderierte Rueger live beim Berliner Radiosender SFB 3 „Klassik zum Frühstück“ und bei WDR 3 das „Klassik Forum“. Er schrieb Chansonprogramme und veranstaltete Konzertlesungen zu seinen Büchern in Deutschland, Österreich und der Schweiz. Zwölf Jahre lang war er zudem ein gefragter Kulturprogrammbeiträger auf dem Luxus-Kreuzfahrtschiff MS EUROPA. Dort begleitete er am Klavier sprechend und singend die Diseuse und Kabarettistin Doris Bierett.
Rueger definiert „klassisch“ als Qualität und nicht als Stilepoche. Für ihn ist klassische Musik ein „wetterfestes, zeitbeständiges Klanggut“, das Komponisten aus ihrem Leben mit all seinen Facetten bezogen.
Er veröffentlichte in der Neuen Berliner Illustrierten die Kolumne „gut zuhören“ zu neuen CDs. So manches seiner Bücher wurde immer wieder neu aufgelegt und in mehrere Sprachen übersetzt.
Sein Buch Musikalische Hausapotheke erschien in neun Sprachen. Der Spiegel titelte dazu am 13. Januar 1992: „Mozart statt Kamillentee: Berliner Professor empfiehlt Klassik-Melodien gegen Seelenschmerz“. Die Beliebtheit seiner Publikationen hat einen besonderen Grund: „Der Ton, den Rueger dabei anschlägt ist (zum Glück) von ‚akademisch-unverständlich’ weit entfernt.“
Neben seiner Begeisterung für die klassische Musik war der vielseitig Interessierte nicht nur ein kenntnisreicher Jazzfan, sondern auch ein hingebungsvoller Jazzer am Klavier.
Rueger lebte im brandenburgischen Kleinmachnow.

## Werke
- 1979 – Konzertbuch Klaviermusik A–Z. Hrsg.: Christof Rüger. VEB Deutscher Verlag für Musik, Leipzig, DNB 800413482.
- 1982 – Musikinstrument und Dekor – Kostbarkeiten der europäischen Kunstgeschichte. Edition Leipzig, Leipzig 1982, DNB 830013997.
  - Englisch: Musical instruments and their decoration – historical gems of European culture. David & Charles, Newton Abbot 1986, ISBN 0-7153-8743-X (englisch).
  - Französisch: Les instruments de musique et leur décoration – trésors de la culture européenne. 1985, ISBN 2-88170-001-2 (französisch).
- 1982 – Jugendoper Die Farm der Tiere, frei nach Orwell, 2 LP.
- 1984 – Die Rösser von Brandenburg. Eine Berlin-Revue in Stile misto. Jugendoper (im Auftrag des Bezirks Reinickendorf anlässlich der 750-Jahr-Feier Berlins; Libretto und Musik), 2 LP.
- 1985 – Soli Deo Gloria: Johann Sebastian Bach. Erika Klopp, Berlin 1985, ISBN 3-7817-1826-3 (Biografie).
- 1986 – Magie in Schwarz und Weiss – Franz Liszt. Erika Klopp, Berlin 1986, ISBN 3-7817-1827-1.
- 1988 – Igor Strawinsky. VEB Deutscher Verlag für Musik, Leipzig 1988, ISBN 3-370-00260-4.
- 1991 – Die musikalische Hausapotheke. 1. Auflage. Ariston, Genf/München 1991, ISBN 3-7205-1665-2 (in 9 Sprachen, 10 CD). 9. Auflage 1995
- 1995 – Die musikalische Reiseapotheke. Ariston, Genf/München 1995, ISBN 3-7205-1783-7 (5 CD).
- 1996 – Von Katzenorgeln und Eheflüchtern. Ein musikalisches Raritätenkabinett. Langen Müller, München 1996, ISBN 3-7844-2516-X.
- 1996 – Ruegers musikalisches Tierleben: Peter und der Wolf von Prokofjew + Karneval der Tiere von Saint-Saens, neu getextet. Langen Müller, München 1996, ISBN 3-7844-2591-7.
- 1997 – Franz Liszt. Des Lebens Widerspruch. Langen Müller, München 1997, ISBN 3-7844-2607-7.
- 1998 – Harenberg Klaviermusikführer. Geleitwort Martha Argerich. Harenberg, Dortmund 1998, ISBN 3-611-00679-3 (Als Herausgeber und Hauptautor). Rezension: Ellen Kohlhaas: Die Saat des fröhlichen Landmanns. In: Frankfurter Allgemeine Zeitung. 19. Februar 1999, abgerufen am 16. Februar 2023.
- 1999 – Chopin, das Klavier und andere Geliebte. Parthas, Berlin 1999, ISBN 3-932529-64-2.
- 2000 – Johann Sebastian Bach: Wie im Himmel, so auf Erden. Die Kunst des Lebens im Geist der Musik. Heyne, München 2000, ISBN 3-453-17255-8 (Jubiläumsausgabe). Siehe auch Rezensionsnotizen zu Christoph Rueger bei Perlentaucher
- 2003 – Die klingende Meistergalerie. 77 höchst persönliche Komponistenportraits: von Palestrina bis Bernstein. Kindler, Berlin 2003, ISBN 3-463-40436-2.
- 2009 Frédéric Chopin. Seine Musik – sein Leben. Parthas, Berlin 2009, ISBN 978-3-86964-022-8 (Erweiterte Neufassung der Ausgabe von 1999).
- 2011 – Franz Liszt. Seine Musik – sein Leben. Parthas, Berlin 2011, ISBN 978-3-86964-044-0 (Neufassung).
- 2012 Polyphonie als Modell für Demokratie. In: Sabine Näher (Hrsg.): Singen zur Ehre Gottes. (12) Thomaner erinnern sich. Evangelische Verlagsanstalt, Leipzig.
- 2012 – Franz Liszt (gekürzt und farbig bebildert). In: Menschen, die die Welt bewegten (neben Bismarck und Lise Meitner). Reader’s Digest, Stuttgart/Zürich/Wien.
- 2012 – Johann Sebastian Bach (gekürzt).

## Radiosendungen
- 1981–1993 Moderation „Klassik zum Frühstück“ beim Radiosender SFB 3
- 1983–1998 Moderation „Klassik Forum“, Hörfunk WDR 3
- 2000 „Bach unter uns“. 20-teilige Hörfunkreihe auf MDR 3
- 2003–2006 Freier Mitarbeiter beim MDR 3
- 2012 hr4-Hörerstunde: „Unser Experte im Studio“

## Konzertmoderator
- 1994–2010 Mitwirkung bei „Brandenburgischen Sommerkonzerten“ als Moderator und mit Konzertlesungen